# 14e étape du Tour de France 2011
Pour un article plus général, voir Tour de France 2011.
La 14e étape du Tour de France 2011 s'est déroulée le samedi 16 juillet 2011. Elle est partie de Saint-Gaudens et arrivée au plateau de Beille. Elle a vu la victoire du Belge Jelle Vanendert. Le Français Thomas Voeckler conserve la tête du classement général.

## Parcours de l'étape
Cette dernière étape pyrénéenne relie Saint-Gaudens au Plateau de Beille. Six cols sont répertoriés au fil de la journée : le Col de Portet-d'Aspet (2e catégorie, au kilomètre 26,5), annonce l'entrée dans le département de l'Ariège à l'issue de la descente, le Col de la Core (1re catégorie, au kilomètre 62,5), le col de Latrape (2e catégorie, au kilomètre 94), le col d'Agnes (1re catégorie, au kilomètre 109), le Port de Lers (3e catégorie, au kilomètre 118) et la montée finale en direction du plateau de Beille (hors-catégorie, au kilomètre 168,5). Le sprint intermédiaire est situé en début de course dans la vallée suivant le premier col à Orgibet. Le plateau de Beille accueille pour la cinquième fois le Tour de France, les quatre précédentes ont sacré le futur vainqueur du Tour : Marco Pantani en 1998, Lance Armstrong en 2002 et 2004 et Alberto Contador en 2007.

## Déroulement de la course

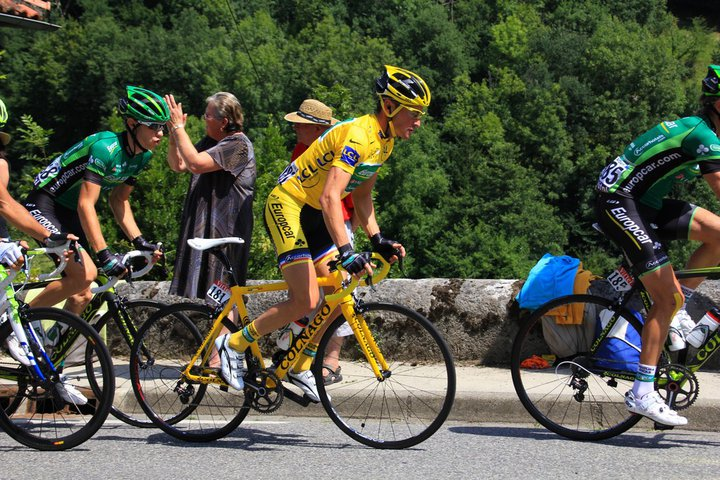
Thomas Voeckler en jaune dans Aspet

Une échappée de vingt coureurs se forme dans les dix premiers kilomètres avec : deux Allemands Linus Gerdemann (Leopard-Trek) et Jens Voigt (Leopard-Trek), le Britannique David Millar (Garmin-Cervélo), les trois Espagnols Gorka Izagirre (Euskatel-Euskadi), Luis Léon Sánchez (Rabobank) et Xabier Zandio (Sky), les neuf Français Maxime Bouet (AG2R), Sandy Casar (FDJ), Anthony Charteau (Europcar), le champion de France Sylvain Chavanel (Quick-Step), Mickaël Delage (FDJ), Julien El Fares (Cofidis), Rémy Di Grégorio (Astana), Christophe Riblon (AG2R) et Arthur Vichot (FDJ), les deux Italiens Manuel Quinziato (BMC Racing) et Marco Marcato (Vacansoleil-DCM), le Néerlandais Bauke Mollema (Rabobank), le Russe Egor Silin (Katusha) et le Slovène Kristjan Koren (Liquigas-Cannondale). Derrière se forme un groupe de sept poursuivants : les trois Espagnols José Iván Gutiérrez (Movistar), Rubén Pérez (Euskatel-Euskadi) et Francisco Ventoso (Movistar), le Français Jérôme Pineau (Quick-Step), l'Italien Adriano Malori (Lampre-ISD), le Kazakh Valentin Iglinskiy (Astana) et le Portugais Rui Costa (Movistar). Mickaël Delage passe en tête au col de Portet-d'Aspet et s'impose également au Sprint intermédiaire d'Orgibet. L'avance sur le peloton avoisine les six minutes.
Mickaël Delage passe, une nouvelle fois, en tête au Col de la Core, devant Sylvain Chavanel et Sandy Casar. Derrière, les poursuivants sont repris par le peloton, qui passe au sommet près de sept minutes après l'échappée. Au Col de Latrape, Sandy Casar devance Julien El Fares et David Millar. Tandis qu'au Col d'Agnes, c'est Sylvain Chavanel qui passe en première position devant Anthony Charteau et Gorka Izagirre. Par la suite, Gorka Izagirre passe en solitaire au port de Lers, avec une minute d'avance sur le reste de l'échappée, qui n'est plus constituée que de onze coureurs, et de cinq minutes sur le groupe Maillot Jaune. La descente du Port de Lers est marquée par la sortie de route de Jens Voigt dans l'échappée, dont il sort indemne.
La remontée le long de l'Ariège sur une dizaine de kilomètres créée beaucoup de mouvements au sein de l'échappée. A la traversée des Cabannes, point de départ de la montée finale vers le plateau de Beille, elle possède près de trois minutes d'avance sur le groupe Maillot Jaune. Sandy Casar s'isole à l'avant, tandis que les accélérations ne manquent pas entre favoris à la victoire finale derrière. Une fois l'échappée matinale entièrement reprise, Jelle Vanendert part en contre pour remporter son seul succès sur un Grand Tour. Samuel Sánchez passe la ligne 21 secondes après le Belge, le groupe Maillot Jaune à moins de 50 secondes. Thomas Voeckler conserve son Maillot Jaune, Jelle Vanendert revêt désormais le Maillot à pois.

## Sprints
| Premier     | Mickaël Delage    | 20 pts. |
| Deuxième    | David Millar      | 17 pts. |
| Troisième   | Maxime Bouet      | 15 pts. |
| Quatrième   | Sandy Casar       | 13 pts. |
| Cinquième   | Arthur Vichot     | 11 pts. |
| Sixième     | Bauke Mollema     | 10 pts. |
| Septième    | Kristjan Koren    | 9 pts.  |
| Huitième    | Julien El Fares   | 8 pts.  |
| Neuvième    | Christophe Riblon | 7 pts.  |
| Dixième     | Rémy Di Grégorio  | 6 pts.  |
| Onzième     | Marco Marcato     | 5 pts.  |
| Douzième    | Anthony Charteau  | 4 pts.  |
| Treizième   | Manuel Quinziato  | 3 pts.  |
| Quatorzième | Sylvain Chavanel  | 2 pts.  |
| Quinzième   | Xabier Zandio     | 1 pt.   |

| Premier     | Jelle Vanendert        | 20 pts. |
| Deuxième    | Samuel Sánchez         | 17 pts. |
| Troisième   | Andy Schleck           | 15 pts. |
| Quatrième   | Cadel Evans            | 13 pts. |
| Cinquième   | Rigoberto Urán         | 11 pts. |
| Sixième     | Alberto Contador       | 10 pts. |
| Septième    | Thomas Voeckler        | 9 pts.  |
| Huitième    | Fränk Schleck          | 8 pts.  |
| Neuvième    | Jean-Christophe Péraud | 7 pts.  |
| Dixième     | Pierre Rolland         | 6 pts.  |
| Onzième     | Ivan Basso             | 5 pts.  |
| Douzième    | Damiano Cunego         | 4 pts.  |
| Treizième   | Tom Danielson          | 3 pts.  |
| Quatorzième | Kevin De Weert         | 2 pts.  |
| Quinzième   | Rein Taaramäe          | 1 pt.   |

## Côtes
| Premier   | Mickaël Delage   | 5 pts. |
| Deuxième  | Bauke Mollema    | 3 pts. |
| Troisième | Sylvain Chavanel | 2 pts. |
| Quatrième | Sandy Casar      | 1 pt.  |

| Premier   | Mickaël Delage    | 10 pts. |
| Deuxième  | Sylvain Chavanel  | 8 pts.  |
| Troisième | Sandy Casar       | 6 pts.  |
| Quatrième | Bauke Mollema     | 4 pts.  |
| Cinquième | Arthur Vichot     | 2 pts.  |
| Sixième   | Luis León Sánchez | 1 pt.   |

| Premier   | Sandy Casar       | 5 pts. |
| Deuxième  | Julien El Fares   | 3 pts. |
| Troisième | David Millar      | 2 pts. |
| Quatrième | Christophe Riblon | 1 pt.  |

| Premier   | Sylvain Chavanel  | 10 pts. |
| Deuxième  | Anthony Charteau  | 8 pts.  |
| Troisième | Gorka Izagirre    | 6 pts.  |
| Quatrième | Rémy Di Grégorio  | 4 pts.  |
| Cinquième | Sandy Casar       | 2 pts.  |
| Sixième   | Christophe Riblon | 1 pt.   |

| Premier  | Gorka Izagirre   | 2 pts. |
| Deuxième | Anthony Charteau | 1 pt.  |

| Premier   | Jelle Vanendert  | 40 pts. |
| Deuxième  | Samuel Sánchez   | 32 pts. |
| Troisième | Andy Schleck     | 24 pts. |
| Quatrième | Cadel Evans      | 16 pts. |
| Cinquième | Rigoberto Urán   | 8 pts.  |
| Sixième   | Alberto Contador | 4 pts.  |

## Classement de l'étape
|    | Coureur                | Pays       | Équipe             | Temps | Temps           |
| -- | ---------------------- | ---------- | ------------------ | ----- | --------------- |
| 1  | Jelle Vanendert        | Belgique   | Omega Pharma-Lotto | en    | 5 h 13 min 25 s |
| 2  | Samuel Sánchez         | Espagne    | Euskaltel-Euskadi  | +     | 21 s            |
| 3  | Andy Schleck           | Luxembourg | Leopard-Trek       |       | 46 s            |
| 4  | Cadel Evans            | Australie  | BMC Racing         |       | 48 s            |
| 5  | Rigoberto Urán         | Colombie   | Sky                |       | 48 s            |
| 6  | Alberto Contador       | Espagne    | Saxo Bank-SunGard  |       | 48 s            |
| 7  | Thomas Voeckler        | France     | Europcar           |       | 48 s            |
| 8  | Fränk Schleck          | Luxembourg | Leopard-Trek       |       | 48 s            |
| 9  | Jean-Christophe Péraud | France     | AG2R La Mondiale   |       | 48 s            |
| 10 | Pierre Rolland         | France     | Europcar           |       | 48 s            |

## Classement général
|    | Coureur          | Pays       | Équipe              | Temps | Temps            |
| -- | ---------------- | ---------- | ------------------- | ----- | ---------------- |
| 1  | Thomas Voeckler  | France     | Europcar            | en    | 61 h 04 min 10 s |
| 2  | Fränk Schleck    | Luxembourg | Leopard-Trek        | +     | 1 min 49 s       |
| 3  | Cadel Evans      | Australie  | BMC Racing          |       | 2 min 06 s       |
| 4  | Andy Schleck     | Luxembourg | Leopard-Trek        |       | 2 min 15 s       |
| 5  | Ivan Basso       | Italie     | Liquigas-Cannondale |       | 3 min 16 s       |
| 6  | Samuel Sánchez   | Espagne    | Euskaltel-Euskadi   |       | 3 min 44 s       |
| 7  | Alberto Contador | Espagne    | Saxo Bank-SunGard   |       | 4 min 00 s       |
| 8  | Damiano Cunego   | Italie     | Lampre-ISD          |       | 4 min 01 s       |
| 9  | Tom Danielson    | États-Unis | Garmin-Cervélo      |       | 5 min 45 s       |
| 10 | Kevin De Weert   | Belgique   | Quick Step          |       | 6 min 18 s       |

## Classements annexes

### Classement par points
|   | Cycliste           | Pays        | Équipe             | Points |
| - | ------------------ | ----------- | ------------------ | ------ |
| 1 | Mark Cavendish     | Royaume-Uni | HTC-Highroad       | 264    |
| 2 | José Joaquín Rojas | Espagne     | Movistar           | 251    |
| 3 | Philippe Gilbert   | Belgique    | Omega Pharma-Lotto | 240    |

### Classement du meilleur grimpeur
|   | Cycliste        | Pays     | Équipe             | Points |
| - | --------------- | -------- | ------------------ | ------ |
| 1 | Jelle Vanendert | Belgique | Omega Pharma-Lotto | 74     |
| 2 | Samuel Sánchez  | Espagne  | Euskaltel-Euskadi  | 72     |
| 3 | Jérémy Roy      | France   | FDJ                | 45     |

### Classement du meilleur jeune
|   | Cycliste       | Pays     | Équipe   | Temps | Temps            |
| - | -------------- | -------- | -------- | ----- | ---------------- |
| 1 | Rigoberto Urán | Colombie | Sky      | en    | 61 h 12 min 05 s |
| 2 | Rein Taaramäe  | Estonie  | Cofidis  | +     | 1 min 07 s       |
| 3 | Pierre Rolland | France   | Europcar |       | 1 min 25 s       |

### Classement par équipes
|   | Équipe            | Pays       | Temps | Temps             |
| - | ----------------- | ---------- | ----- | ----------------- |
| 1 | Team Leopard-Trek | Luxembourg | en    | 182 h 46 min 31 s |
| 2 | Europcar          | France     | +     | 6 s               |
| 3 | AG2R La Mondiale  | France     |       | 2 min 32 s        |

## Abandon
- William Bonnet (FDJ) : hors-délais